# Neon Neon
Neon Neon est un groupe britannico-américain de musique électronique, originaire de Cardiff et Los Angeles.

## Histoire
Neon Neon est un projet collaboratif entre le producteur Boom Bip et Gruff Rhys, le leader du groupe gallois de rock Super Furry Animals, qui commencent à travailler sur ce projet en octobre 2006 sous le nom de Delorean. En mars 2008, le duo, qui s'appelle désormais Neon Neon, sort un album studio intitulé Stainless Style, qui reçoit des critiques généralement positives et est nommé pour le Mercury Music Prize 2008.
Gruff Rhys jette le doute sur l'avenir de Neon Neon lors d'une interview accordée à la BBC en 2008 : « Je ne sais pas si nous ferons un autre album de Neon Neon parce qu'il s'agissait d'un disque assez spécifique sur l'histoire de la vie de [John] DeLorean. Si nous faisions quelque chose à l'avenir, il faudrait que ce soit quelque chose de différent. Mais c'est bien qu'il ait bien marché et que nous puissions le jouer en concert ».
Neon Neon remixe la chanson d'Oasis To Be Where There's Life, tirée de leur album Dig Out Your Soul, pour l'inclure en face B du single d'Oasis I'm Outta Time. Cependant, la chanson n'est sortie que sur la copie vinyle du single.
En décembre 2011, Neon Neon annonce la sortie d'une nouvelle chanson issue de leurs sessions Stainless Style. La chanson Wheels est publiée dans le cadre de la compilation Complex, qui célébrait le 10e anniversaire de Lex Records. Un article du NME annonçant la sortie de la chanson suggère que Neon Neon allait retourner en studio en 2012 pour enregistrer un deuxième album. Le 30 avril 2013, le groupe publie son deuxième album, Praxis Makes Perfect, consacré à la vie de l'éditeur italien de gauche Giangiacomo Feltrinelli. 

## Discographie

### Albums studio
| Titre                | Détails                                                                       | Meilleure position |
| Titre                | Détails                                                                       | R-U                |
| -------------------- | ----------------------------------------------------------------------------- | ------------------ |
| Stainless Style      | - Sortie : 18 mars 2008 - Label : Lex Records - Formats : CD, téléchargement  | 67                 |
| Praxis Makes Perfect | - Sortie : 29 avril 2013 - Label : Lex Records - Formats : CD, téléchargement | 43                 |

### Singles
| Année | Titre                        | Album                |
| ----- | ---------------------------- | -------------------- |
| 2007  | Trick for Treat              | Stainless Style      |
| 2007  | Raquel                       | Stainless Style      |
| 2008  | I Lust U                     | Stainless Style      |
| 2013  | Mid Century Modern Nightmare | Praxis Makes Perfect |
| 2013  | Hammer and Sickle            | Praxis Makes Perfect |